# Soulmate
Soulmate (en español: Alma Gemela) es una banda musical de la India, de género rock, formada en Shillong, Meghalaya. La banda está integrada por Rudy Wallang (guitarra/voz/composición) y Tipriti 'Tips' Kharbangar (voz/guitarra), aunque con frecuencia la banda se unió con otros músicos de sesión (en la batería, bajo, órgano y otros instrumentos de acompañamiento) cuando se encuentran de gira.  Tipriti es considerada como una de las mejores cantantes y voces femeninas que ha surgido desde el noreste de India y Wallang está considerado uno de los guitarristas del género blues más respetados de la India.

## Historia
La banda se formó en febrero del 2003 para iniciar su primer concierto en el 'Roots Festival', en el Complejo de Deportes Acuáticos en Umiam. Desde entonces, la banda ha realizado numerosos conciertos en todo el noreste de la India, así como en diferentes partes de su país, en el sudeste de Asia, Europa, Oriente Medio y los Estados Unidos
La banda ganó el reconocimiento a nivel nacional y su popularidad dentro de los círculos de jazz y el blues, después representaron a su país en la 23 ª Internacional de Blues, organizado por The Blues Foundation of America, en Memphis, Tennessee, Estados Unidos, en febrero de 2007 y 2010. Ellos fueron semifinalistas y actuaron en el Rum Boogie Café (Blues Club of The Year, 2007) y Ground Zero(2010), con otras 150 bandas musicales de todas partes del mundo.

## Discografía
- Shillong (2004)
- Moving On (2009)
- Ten stories up (2014)